# Fenyő-likacsosgomba
A fenyő-likacsosgomba (Phaeolus schweinitzii) a Fomitopsidaceae családba tartozó,  a világ nagy részén elterjedt, fenyőtörzseken élő, nem ehető gombafaj. 

## Megjelenése
A fenyő-likacsosgomba termőteste 10-30 cm széles; többnyire egy rövid, vaskos tönkből nőnek ki a széles, lapos, lebenyes, taplószerű képződmények, amelyek össze is nőhetnek, kör (a földből vagy tuskóból kinőve) vagy félkör (fatörzsön) alakot képezve. Felszíne lapos vagy kissé tölcséres. Színe igen változatos, fiatalon narancsrozsda- vagy olívsárgás, majd fokozatosan rozsdabarnás, sötétbarnás lesz. Széle világosabb, élénksárga vagy narancssárga is lehet. Felülete egyenetlen, gödörkés, nemezes, gyapjas.
Termőrétege pórusos, alakja lefutó. Színe olívsárgás, majd olívzöldes, végül barna lesz; nyomásra, sérülésre feketedik. A pórusok kerekdedek, majd megnyúlnak vagy kissé labirintusszerűek, viszonylag szűkek (1-2/mm).
Tönkje nagyjából középen helyezkedik el, 2,5–5 cm magas és 2–2,5 cm vastag. Hiányozhat is.
Húsa rozsdabarnás színű, kezdetben puha és szivacsos, végül parafaszerű. Íze kesernyés, szaga nem jellegzetes.
Spórapora fehéres-halványsárgás. Spórája ellipszoid vagy tojásdad, felülete sima, mérete 5-7 x 3,5-5 µm.

### Hasonló fajok
A háromszögletű likacsosgomba (Onnia triquetra) hasonlít hozzá.   

## Elterjedése és termőhelye
Eurázsiában és Észak-Amerikában őshonos; Ausztráliába, Új-Zélandra és Dél-Afrikába behurcolták. Magyarországon viszonylag ritka.
Lucfenyő vagy kéttűs fenyők törzsén a gyökereihez közel, a talajon vagy ritkábban tuskóin található meg. Gyökérparazita vagy szaprobionta, a faanyagban barna korhadást okoz. A termőtestek júliustól szeptemberig fejlődnek ki, de a következő évig megmaradhatnak. 
Nem ehető. Az élénk színű gombából korábban festékanyagot nyertek.

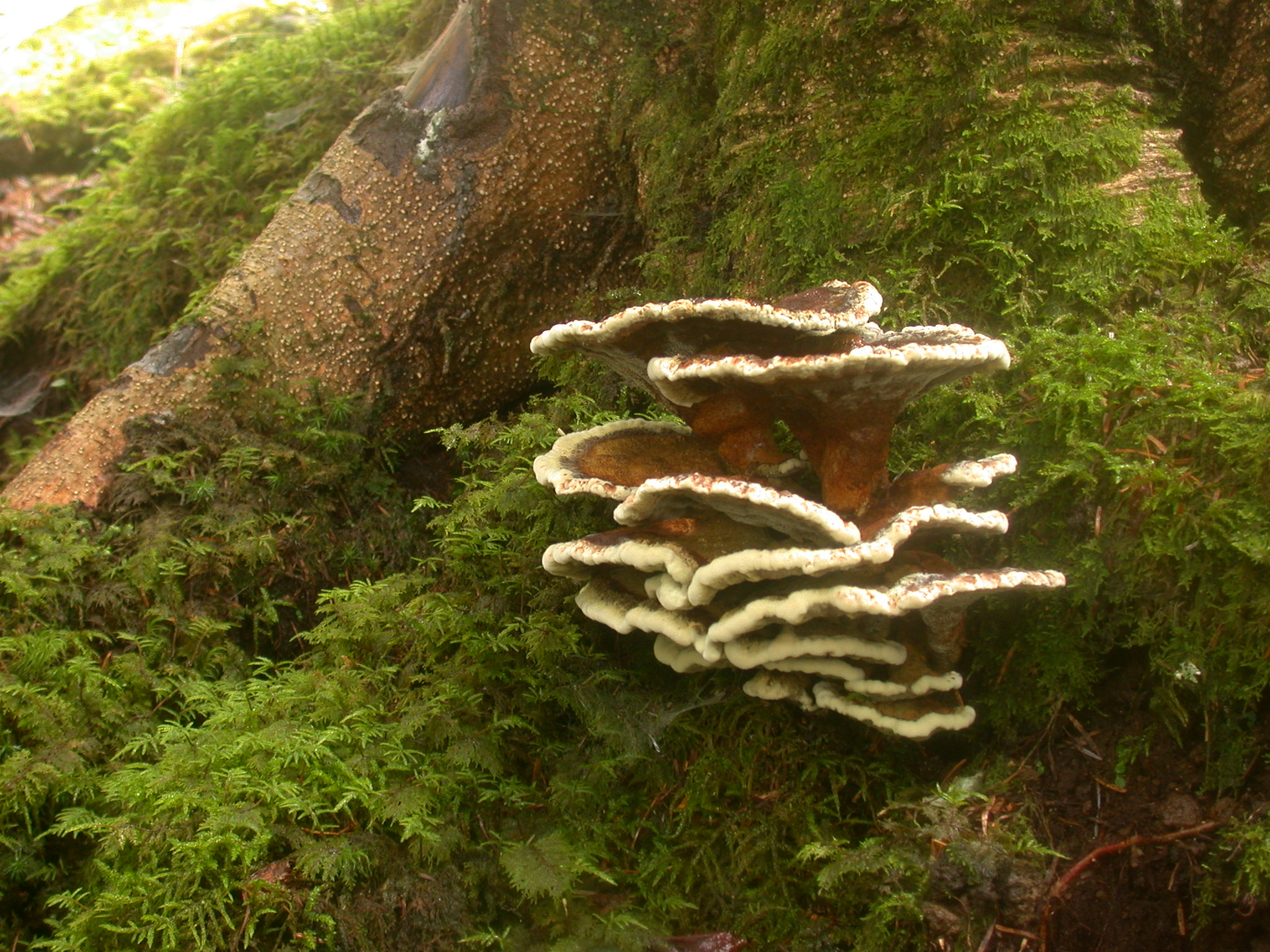
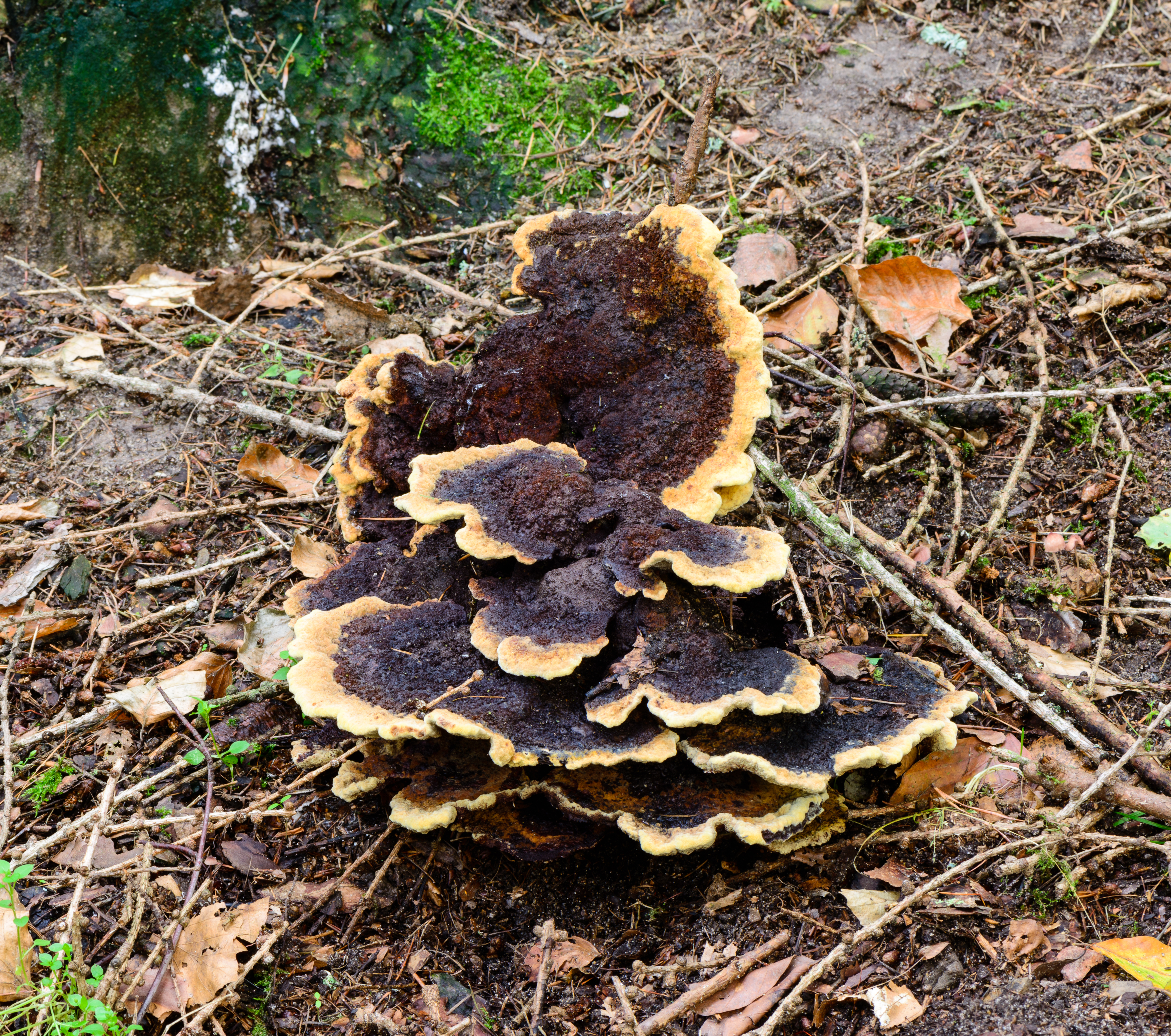
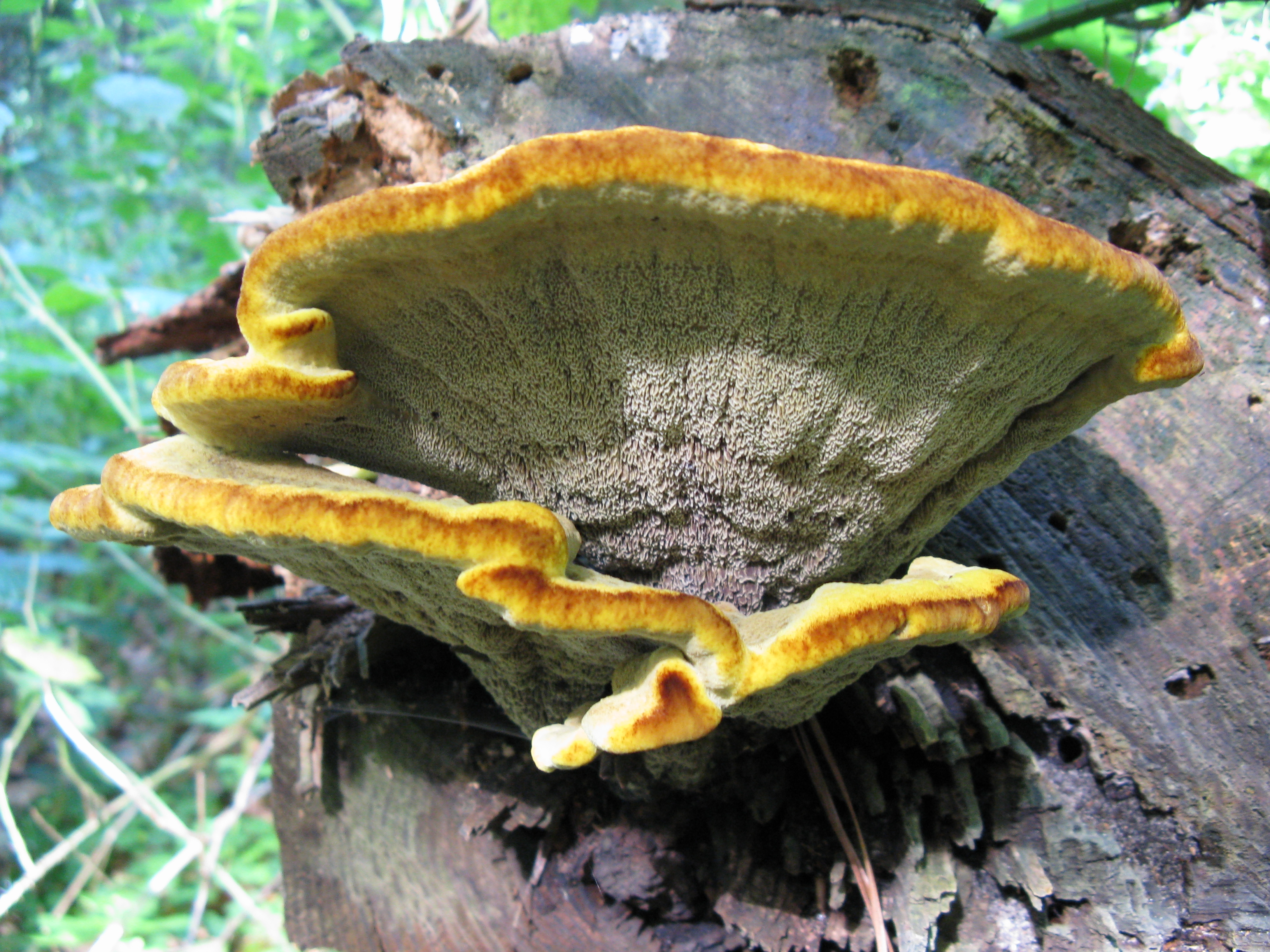
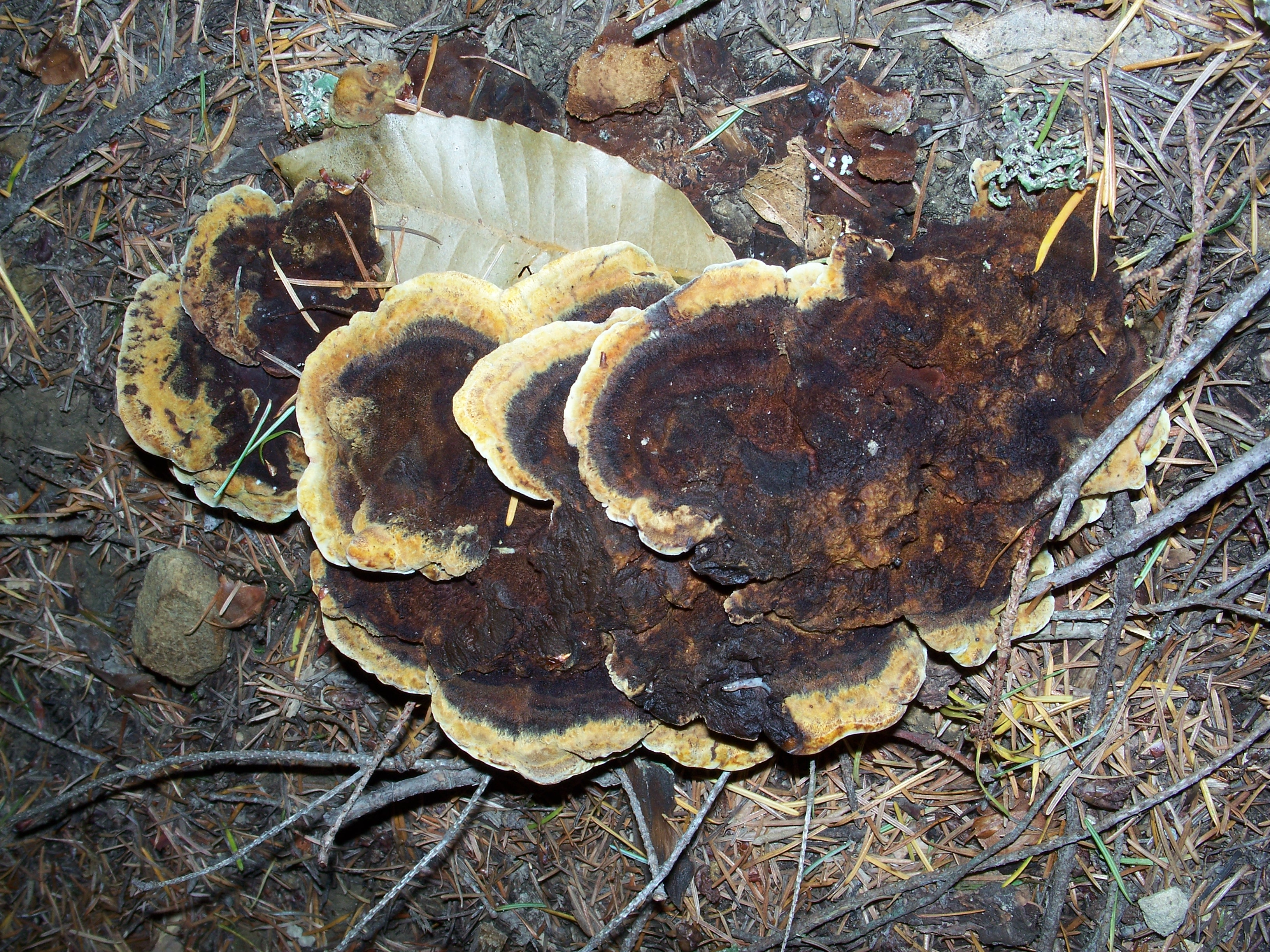
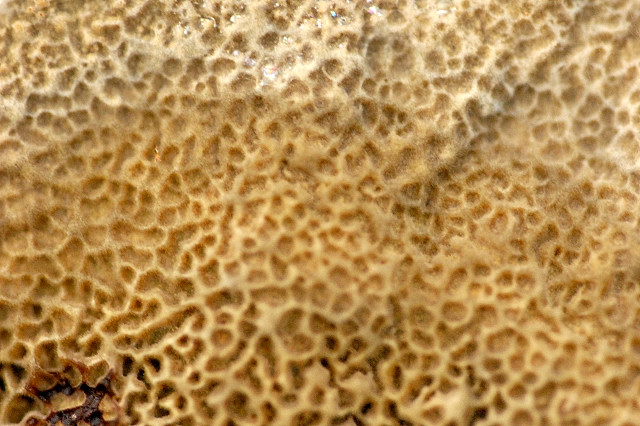